# Сельское поселение «Деревня Сени»
Се́льское поселе́ние «Деревня Сени» — муниципальное образование в Дзержинском муниципальном районе Калужской области Российской Федерации.
Административный центр — деревня Лужное.

## История
В 1990-е годы сельское поселение носило название сельское поселение «Деревня Давыдово» с административным центром в деревне Давыдово.
В начале 2000-х годов переименовано в сельское поселение «Деревня Сени» с переносом административного центра в деревню Сени.
Во второй половине первого десятилетия 2000-х годов административный центр перенесён в деревню Лужное.
Статус и границы сельского поселения «Деревня Сени» установлены Законом Калужской области от 28 декабря 2004 года № 7-ОЗ «Об установлении границ муниципальных образований, расположенных на территории административно-территориальных единиц „Бабынинский район“, „Боровский район“, „Дзержинский район“, „Жиздринский район“, „Жуковский район“, „Износковский район“, „Козельский район“, „Малоярославецкий район“, „Мосальский район“, „Ферзиковский район“, „Хвастовичский район“, „Город Калуга“, „Город Обнинск“, и наделении их статусом городского поселения, сельского поселения, городского округа, муниципального района»

## Население
| 2010 | 2012 | 2013 | 2014 | 2015 | 2016 | 2017 | 2018 | 2019 |
| ---- | ---- | ---- | ---- | ---- | ---- | ---- | ---- | ---- |
| 441  | ↗456 | ↘446 | ↗451 | ↘442 | ↘430 | ↘425 | ↘416 | ↗427 |
| 2020 | 2021 |      |      |      |      |      |      |      |
| ↘424 | ↘390 |      |      |      |      |      |      |      |

## Состав сельского поселения
| №  | Населённый пункт | Тип населённого пункта          | Население |
| -- | ---------------- | ------------------------------- | --------- |
| 1  | Давыдово         | деревня                         | ↘27       |
| 2  | Девятилово       | деревня                         | ↘5        |
| 3  | Дерминка         | деревня                         | ↘16       |
| 4  | Детьково         | деревня                         | ↘6        |
| 5  | Дурнево          | деревня                         | ↘117      |
| 6  | Куприяново       | деревня                         | ↗19       |
| 7  | Лужное           | деревня, административный центр | ↗203      |
| 8  | Миленки          | деревня                         | ↗13       |
| 9  | Николаевка       | деревня                         | ↗1        |
| 10 | Озерна           | деревня                         | ↘8        |
| 11 | Потапово         | деревня                         | ↗4        |
| 12 | Сени             | деревня                         | ↘22       |